# 萨布隆 (吉伦特省)
萨布隆（法語：Sablons，法語發音：[sablɔ̃]）是法国吉伦特省的一个市镇，属于利布尔讷区。

## 地理
萨布隆（45°1'32"N, 0°11'37"W）面积11.84 平方千米，位于法国新阿基坦大区吉倫特省，该省份为法国西南部沿海省份，是法國本土面积最大的省，北起滨海夏朗德省，西临大西洋，南至朗德省，东南接洛特-加龍省，东临多爾多涅省。
与萨布隆接壤的市镇（或旧市镇、城区）包括：阿布扎克、邦扎克、库特拉、吉特尔、圣但尼德皮勒、圣马丹德莱。

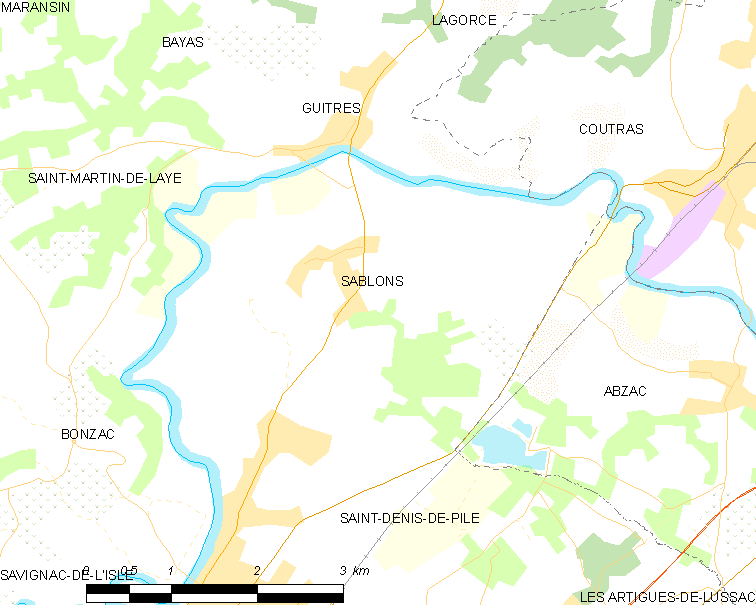
的OSM定位图

萨布隆的时区为UTC+01:00、UTC+02:00（夏令时）。

## 行政
萨布隆的邮政编码为33910，INSEE市镇编码为33362。

## 政治
萨布隆所属的省级选区为北利布尔奈县。

## 人口

1962-2008年间人口变化图示

萨布隆于2022年1月1日时的人口数量为1315人。